# واين برابيندير
واين برابيندير هو لاعب كرة سلة إسباني سابق. لعب في الدوري الأوروبي لكرة السلة. مثل منتخب إسبانيا لكرة السلة في بطولة أمم أوروبا لكرة السلة 1973 وفاز فيها بجائزة أفضل لاعب.

## الميداليات
| الميدالية | المسابقة                         |
| --------- | -------------------------------- |
| فضية      | بطولة أمم أوروبا لكرة السلة 1973 |

## روابط خارجية
- واين برابيندير على موقع الاتحاد الدولي لكرة السلة (الإنجليزية)
- واين برابيندير على موقع سبورتس رفرنس (الإنجليزية)
- واين برابيندير على موقع الدوري الإسباني لكرة السلة (الإسبانية)
- واين برابيندير على موقع ريلجم (الإنجليزية)
- واين برابيندير على موقع بروبوليرز (الإنجليزية)
- واين برابيندير على موقع سبورتس رفرنس (الإنجليزية)
- واين برابيندير على موقع أوليمبيديا (الإنجليزية)